# Гнатченко Сергій Леонідович
Сергій Леонідович Гна́тченко (нар. 20 березня 1947  року, м. Куп'янськ, Харківська область — 10 березня 2020 року, м. Харків) — фізик, доктор фізико-математичних наук, професор, академік НАН України, лауреат Державної премії України в галузі науки і техніки, Заслужений діяч науки і техніки України, нагороджений Орденом «За заслуги» 3-го ступеня, директор Фізико-технічного інституту низьких температур імені Б. І. Вєркіна НАН України (2007—2020).

## Біографія
Народився 20 березня 1947 р. у м. Куп'янськ Харківської області. У 1965 закінчив з золотою медаллю середню школу № 6 м. Куп'янськ і поступив до фізико-технічного факультету Харківського державного університету. Після закінчення університету у 1971 був направлений на роботу у Фізико-технічний інститут низьких температур АН УРСР. У 1978 здобув науковий ступінь кандидата фізико-математичних наук, а у 1992 — доктора фізико-математичних наук. У 1998 йому надано звання професора. У 2000 обраний членом-кореспондентом НАН України, а у 2012 — академіком  НАН України Відділення фізики і астрономії. Автор і співавтор більш ніж 140 наукових праць. Має індекс Гірша h=18. З 2017 — головний редактор міжнародного журналу «Фізика низьких температур» («Low Temperature Physics»). У 1995—1998 був завідувачем відділу магнетизму ФТІНТ імені Б. І. Вєркіна НАН України. З 1998 до 2007 заступник директора, а з 2007 до 2020 — директор ФТІНТ. Сергій Леонідович Гнатченко пішов з життя 10 березня 2020 року.

## Наукова діяльність
- Виявлення низки нових низькотемпературних властивостей термодинамічно рівноважних двофазних структур, що утворюються у магнітовпорядкованих кристалах при магнітних фазових переходах.
- Виявлення й ідентифікація складної неоднорідної магнітної структури в неєлевських кубічних феримагнетиках у сильних магнітних полях, яка виникає при переході феримагнетика в неколінеарний стан.
- Виявлення фотоіндукованих оптичних і магнітних властивостей магнітоконцентрованих кристалів, до складу яких входять ян-теллеровскі іони перехідних елементів групи заліза
- Виявлення впливу світла на фазовий перехід діелектрик-метал у матеріалах з колосальним магнітоопором; експериментальне підтвердження існування феромагнітних кластерів, розміри та кількість яких залежать від освітлення взірця.
- Спостереження утвору неколінеарних магнітних структур під впливом магнітного поля в антиферомагнітних купратах, які можуть переходити у надпровідний стан.[8]

## Вибрані публікації
1. Н. Ф. Харченко, С. Л. Гнатченко / Линейный магнитооптический эффект и визуальное наблюдение антиферромагнитных доменов в орторомбическом кристалле DyFeO3 // ФНТ. 1981. Т. 7, № 4, С. 475—493.
2. С. Л. Гнатченко, А. Б. Чижик, Н. Ф. Харченко / Образование фронта перехода АФМ-СФМ в DyFeO3 в поле потери устойчивости АФМ-фазы // Письма в ЖЭТФ. 1990. Т. 51, № 5
3. S.L. Gnatchenko, A.B. Chizhik, D.N. Merenkov, V.V. Eremenko, H. Szymczak, R. Szymczak, K. Fronc, P. Granberg, P. Isberg, E.B. Svedberg, B. Hjorvarsson / Magnetic field-induced spin reorientation in gadolinium surface layer of Gd/Fe multilayers // J. Magnetizm and Magnetic Materials. 1998. V. 186, Р. 403—405.
4. M. Baran, S.L. Gnatchenko, O. Yu. Gorbenko, A.R. Kaul, R. Szymczak, H. Szymczak / Light-induced antiferromagnetic-ferromagnetic phase transition in Pr0.6La0.1Ca0.3MnO3 thin films // Phys. Rev. B. 1999. V. 60, Р. 9244.
5. A.B. Chizhik, S.L. Gnatchenko, M. Baran, K. Fronc, R. Szymczak, R. Zuberek / Spontaneous and field-induced magnetic configurations in a Fe/Si/Fe trilayer with ferromagnetic interlayer exchange // J. Physics: Condensed Matter. 2002. V. 14, Р. 8969.
6. P. Millet, B. Bastide, V. Pashchenko, S. Gnatchenko, V. Gapon, Y. Ksari, A. Stepanov / Syntheses, crystal structures and magnetic properties of francisite compounds Cu3Bi (SeO3) 2O2X (X= Cl, Br and I) // Journal of Materials Chemistry, 2001. V. 11, P. 1152—1157.
7. V.P. Gnezdilov, K.V. Lamonova, Yu. G. Pashkevich, P. Lemmens, H. Berger, F. Bussy, S.L. Gnatchenko / Magnetoelectricity in the ferrimagnetic Cu20SeO3: symmetry analysis and Raman scattering study // Low Temperature Physics, 2010. V. 36, P. 550—557

## Нагороди
Премія АН СРСР і Польської Академії Наук (1987). Державна премія України в галузі науки і техніки (2004). Орден «За заслуги» ІІІ ст. (2008). Заслужений діяч науки і техніки України (2018). Почесний доктор Харківського національного університету імені В. Н. Каразіна (2014). Грамота Верховної ради України (2007). Почесна грамота Кабінету міністрів України (2010).